# 제3회 세자르상
제3회 세자르상의 시상식에 관한 내용이다.

## 수상 및 후보

### 작품상
- 알랭 레네 수상
- 북 치는 게 - 삐에르 쇤도르페르 수상

### 감독상
- 북 치는 게 - 삐에르 쇤도르페르 수상
- 욕망의 모호한 대상 - 루이스 부뉴엘

### 각본상
- 욕망의 모호한 대상 - 루이스 부뉴엘

## 같이 보기
- 제50회 아카데미상
- 제31회 영국 아카데미 영화상